# バリクパパン沖海戦
バリクパパン沖海戦（バリクパパンおきかいせん、Battle of Balikpapan）は、太平洋戦争初期の1942年（昭和17年）1月24日未明にボルネオ島南部バリクパパンで発生した海戦。

## 概要
バリクパパン沖海戦は、日本軍による蘭印作戦実施中の1942年（昭和17年）1月23日深夜から1月24日未明にかけて、ボルネオ島の油田バリクパパン攻略をおこなう日本軍輸送船団と護衛の水雷戦隊を、連合軍の駆逐艦と潜水艦が襲撃した海戦。
わずか30分間の夜間海上戦闘であり、日本軍輸送船団（日本陸軍坂口支隊、坂口静夫陸軍少将）および護衛の第四水雷戦隊（司令官西村祥治少将）は突入してきた米軍駆逐艦4隻に翻弄された。
一連の戦闘により日本側は輸送船5隻（空襲1、潜水艦1、夜戦3）を失い、損傷3隻（輸送船2、哨戒艇1）という被害を出した。
本海戦は、太平洋戦争初期の蘭印方面における連合軍艦隊唯一の勝利であったが、日本軍のバリクパパン占領を防ぐことは出来なかった。日本軍はバリクパパンの製油施設を占領し、さらに南方に向けて進撃した。そのため本海戦はABDA艦隊最期の功績とも言える

## バリクパパン上陸
1942年（昭和17年）1月10日から12日にかけてボルネオ島タラカンを攻略した日本軍は、ついでボルネオ島のバリクパパンに上陸作戦を開始することになった。バリクパパン攻略作戦は、日本海軍（蘭印部隊、指揮官高橋伊望海軍中将/第三艦隊司令長官）と日本陸軍（第56師団の坂口支隊。指揮官坂口静夫陸軍少将）の協同作戦であった。
だがタラカンでは機雷の掃海に手間取り、また占領した飛行場も不良のため、バリクパパンに対する空挺作戦は断念されるに至った。バリクパパン上陸予定日は20日から24日に延期された。一方、日本軍はバリクパパン攻略と並行して、スラウェシ島南部のケンダリー攻略とセラム島アンボン攻略を行うことになった。ケンダリー攻略は日本海軍単独の作戦で、東方攻略部隊（第五戦隊司令官高木武雄海軍少将、第二水雷戦隊司令官田中頼三海軍少将）の指揮下でおこなわれた。
1月21日夕刻、第四水雷戦隊を基幹とする第一護衛隊（指揮官西村祥治少将/第四水雷戦隊司令官）の軽巡洋艦1隻・駆逐艦9隻・掃海艇4隻・駆潜艇3隻・哨戒艇3隻と輸送船団16隻（陸軍8、海軍8）はタラカンを出撃した。船団は8ノットで南下を開始した。
バリクパパンの製油所を無傷で手に入れるためにコマンド作戦が実施されたが、これは失敗した。
22日、船団はマカッサル海峡に入ったが、タラカンの第23航空戦隊から「降雨のため22日・23日飛行場使用不能、戦闘機掩護不能」の連絡が入る。第一護衛隊のうち第24駆逐隊の駆逐艦2隻（海風、江風）は途中から別働隊（はばな丸、漢口丸）を護衛して先行した。
1月23日未明、米軍潜水艦スタージョンは「海風」に魚雷4本を発射したが命中せず、爆雷で反撃された。
同日夕刻、双発爆撃機9・軽爆撃機4機の空襲を受け海軍運送船「辰神丸」が損傷を受けた。つづいて駆逐艦「江風」が敵潜を探知して爆雷攻撃を実施、並行して一時間以上にわたる空襲を受ける。
19時30分、「南阿丸」（第十一航空艦隊むけ燃料搭載）がオランダ軍のB-10爆撃機の攻撃により被弾炎上、積荷のガソリンに引火したため船体放棄となった。乗組員は「峯雲」に収容された。
夜になると船団はバリクパパン泊地へ到着、第2駆逐隊の駆逐艦4隻（村雨、春雨、五月雨、夕立）が泊地掃海を実施した。
1月24日日付変更時、第一護衛隊は泊地警戒陣形に移行しつつあったが、第2駆逐隊は泊地南方数浬で掃海索を揚収していた。第四水雷戦隊旗艦/軽巡「那珂」は第一泊地の「敦賀丸」南西約1kmに停泊していたところ、00時35分前後に魚雷艇（実際はオランダ潜水艦K-18）を発見、雷跡を認めて艦首ぎりぎりで回避したが、この魚雷が「敦賀丸」に命中した。哨戒直として那珂艦橋にいた大熊（当時、那珂水雷長）によれば、当時の那珂は機関停止状態で回避不能だったが、魚雷2本は那珂の艦底を通過して輸送船の方に航走していったという。魚雷命中により「敦賀丸」は沈没した。
西村司令官は第30掃海隊（第17、第18号掃海艇）に救助を命じ、第9駆逐隊（朝雲、峯雲、夏雲）は船団東方3kmを、第31駆潜隊は船団西方を、哨戒艇は船団南方を、第11掃海隊は船団北方を、それぞれ警戒するよう命じた。「那珂」は泊地東方5km附近を行動して警戒をおこない、第9駆逐隊に続行を命じる。第2駆逐隊は、4隻（那珂、朝雲、夏雲、峯雲）のさらに外側を哨戒していた。
午前1時40分、第一次上陸部隊（久米大隊、山本聯隊主力）が大発動艇（大発10、小発10）に乗って出発、午前2時40分に上陸に成功した。上陸部隊は、折り返して第二次上陸を開始した。

## アメリカ艦隊の攻撃
これより前、連合軍ABDA艦隊司令部（指揮官トーマス・C・ハートアメリカ・アジア艦隊司令長官）は日本軍の次目標をバリクパパンと予想し、タラカン沖からマカッサル海峡南部に米潜水艦6隻（一部資料では7隻）と蘭潜水艦2隻を配備した。つづいて水上艦隊を派遣したが、航空支援がないため日本軍輸送船団を発見できず、出撃しては燃料補給のため帰投せざるを得なかった。
1月20日、PBYカタリナ飛行艇はボルネオ東海岸バリクパパン沖で日本軍輸送船団を発見する。これを受けてABDA艦隊司令部はチモール島クーパンで補給していたアメリカ海軍（ウィリアム・A・グラスフォード少将指揮下）の軽巡2隻と駆逐艦6隻を出撃させた。ところが、軽巡「ボイシ」は座礁事故で損傷し、軽巡「マーブルヘッド」も機関故障をおこしてしまう。そこで巡洋艦2隻は、護衛の駆逐艦2隻とともに戦列を離れた。第59駆逐隊（ポール・H・タルボット中佐）のクレムソン級駆逐艦4隻（ジョン・D・フォード、ポープ、パロット、ポール・ジョーンズ）だけが日本軍の輸送船団を攻撃できた。
1月24日未明、アメリカ艦隊は速力27ノットでバリクパパン沖に侵入した。すでに月は没していた。炎上した「南阿丸」や地上施設の煤煙のため視界は不良、逆光のため沿岸に停泊中の日本軍輸送船団のシルエットは米艦隊から丸見えだった。また潜水艦（K-18）の襲撃から30分しか経過していなかった。日本軍護衛部隊は上述のように警戒網を敷いていたものの、敵水雷戦隊の夜襲をまったく予想していなかったという
アメリカ艦隊は日本側に発見されることなく船団に接近することに成功し、第15号掃海艇に対し最初の魚雷を発射したが、命中しなかった。午前4時25分、船団北東を哨戒していた第15号掃海艇は南方から接近する四本煙突の艦影を「那珂」と誤認するも、複数隻のため敵艦隊と判断、すれ違いざまに雷撃されたが回避した。日本軍の護衛艦艇では「敵巡洋艦出現」「敵艦は味方艦の誤り」「敵巡2隻」「敵見ゆ」などの情報が次々に入った。
襲撃中の米軍駆逐艦4隻は高速で移動したため、「ジョン・D・フォード」、「ポープ」、「パロット」と「ポール・ジョーンズ」に分離した。それでも午前4時30分に特設急設網艦「須磨浦丸」を雷撃して轟沈させた。なおサミュエル・モリソンの『太平洋の旭日』等では、米軍駆逐艦4隻は常に単縦陣で行動したことになっているが、日本側の戦闘記録（戦闘詳報）と対比すると実際には分離行動しており、とくに「ポープ」は「須磨浦丸」を雷撃後にそのまま離脱していったとみられる。
特設給兵艦「球磨川丸」は右舷後方から接近してきた単艦の駆逐艦（ジョン・D・フォード)から約10発の命中弾を受けたが、反撃して艦尾に命中弾を記録した。この「ジョン・D・フォード」は船団の間を航行しながら「朝日丸」「藤影丸」「呉竹丸」を攻撃し、4時45分に「呉竹丸」に魚雷を命中させて撃沈した。
「須磨浦丸」を撃沈した2隻（パロット、ポール・ジョーンズ）は午前4時35分に「辰神丸」を雷撃して撃沈、南方へ離脱中に第38号哨戒艇を雷撃したが回避された。第38号哨戒艇の左舷にいた「哨戒艇37号」(元駆逐艦「菱」)は、右舷から接近中の米駆逐艦2隻を「那珂」と誤認しているうちに魚雷1本が右舷艦尾に命中、つづいて魚雷2本が左舷艦首と艦尾に命中した。
第37号・第38号哨戒艇の南方にいた第36号哨戒艇は、午前4時50分に北西約2kmに「那珂」と似た艦影を発見し、射撃されたため南方へ転舵、「0500敵巡洋艦4隻を発見、船団の南」と報告する。これは離脱中の「パロット」と「ポール・ジョーンズ」の2隻であった。
一方、泊地から10〜13km東方を航行中の軽巡「那珂」（西村司令官）に入った最初の敵情報告は、午前4時40分に第15号掃海艇からもたらされた「四本煙突ノ駆逐艦船団ノ北方ニ現ハル(発午前4時20分)」であった。西村司令官は連合国軍駆逐艦の攻撃に気付いておらず、午前4時58分に「敵潜水艦、魚雷艇ニ対シ警戒ヲ厳ニセヨ」と下令する。第36号哨戒艇の「敵巡洋艦4隻」報告に対し、西村司令官は「今ノ巡洋艦ハ第二駆逐隊ノ誤ナラズヤ」と問い返し、第36号哨戒艇は「今ノ巡洋艦ハ四本煙突ノ駆逐艦ノ誤ナリ」と応答した。「那珂」は第9駆逐隊を率いて船団北方に位置すると推定された敵艦攻撃に向かったが、混乱の中で同隊とはぐれてしまった。日本軍の損害が判明したのは午前7時以降である。
なお連合軍水雷戦隊の襲撃による混乱に乗じてオランダ潜水艦K-18は再度の襲撃をおこなう。午前6時50分頃、K-18は駆潜艇12号を雷撃するが魚雷は艦底を通過、駆潜艇は爆雷攻撃でK-18を損傷させた（日本軍は撃沈確実と報告）。
- オランダ潜水艦「K-18」
- 米駆逐艦「ジョン・D・フォード」(何度も那珂と誤認された)
- 日本軽巡洋艦「那珂」(日本側は本艦と米駆逐艦を誤認した)

## 結果
本海戦により日本軍輸送船団は大損害を受けた。
陸軍輸送船は2隻（敦賀丸、呉竹丸）が沈没し、両船合計39名が戦死した。
海軍では輸送船2隻（須磨浦丸、辰神丸）沈没、第37号哨戒艇が大破航行不能（死傷者約35名）、「球磨川丸」小破（戦死6）、「朝日山丸」被弾。空襲による「南阿丸」沈没を合計すると、陸海軍の輸送船5隻を喪失した（南阿丸は24日夜に爆沈）。
しかし上陸部隊は既に出発しており、バリクパパン攻略作戦は順調に進む。まもなく、坂口支隊はバリクパパン飛行場を含め、同地の占領に成功した。
また24日以降は天候が回復したため戦闘機隊や水上機隊が掩護を再開、輸送船団は激しい空襲を受けながらも、大きな被害を受けなかった。26日、特設水上機母艦2隻（讃岐丸、山陽丸）がバリクパパンに到着して支援にあたるが、翌日のB-17重爆5機による空襲で「讃岐丸」は中破、だが「讃岐丸」はその後もマカッサル方面で活動を続けた。
同日、駆逐艦「夕立」は哨戒艇37号を浅瀬へ移動させる任務を命じられていたが、曳航不能のため、その任務を解かれている。
28日以降零式艦上戦闘機隊がバリクパパンに進出、30日になると西村司令官は次作戦（ジャワ攻略作戦）のため第一護衛隊を率いてリンガエン湾へ向かった。陸軍の坂口支隊は1月31日にバリクパパンを出発し、ボルネオ島南部のバンジェルマシン攻略に向かった。
バリクパパンの防備は第二根拠地部隊が引き継いだ。連合軍による破壊が実施された油田も徹底的破壊を免れており、のちに完全に復旧する。油田は、日本軍の作戦に大いに貢献した。
一方の連合国軍の損害は駆逐艦「ジョン・D・フォード」小破、潜水艦K-18大破であった。タルボット中佐は大きな戦果を挙げたが、すでに日本軍部隊の揚陸は完了していたため、バリクパパンの占領を阻止することは出来なかった。また完璧な奇襲を成し遂げた割には、戦果に乏しかったといえる。しかし、アメリカ海軍は、19世紀のマニラ湾海戦以来初めての東南アジア海域での水上戦の勝利として、その戦果を大きく報じた。
なお、撃破された輸送船の1隻には、海軍主計中尉として中曽根康弘が乗艦していた。中曽根の手記では突入してきた敵艦を「オランダ、イギリスの駆逐艦と潜水艦」としているが、実際には上記のとおりアメリカ駆逐艦4隻である。
その後連合国艦隊はもう一度のバリクパパン沖海戦の再現を狙い、イギリス東洋艦隊の残存艦であったオーストラリア海軍駆逐艦「ヴァンパイア」とイギリス海軍駆逐艦「サネット」をマレー半島沖へ出撃させるが、1月27日に日本海軍の第三水雷戦隊との戦闘により撃退された（エンドウ沖海戦）。

## 参加兵力

### 日本軍
蘭印部隊
指揮官：第三艦隊司令長官高橋伊望海軍中将（ダバオ所在）
- 蘭印部隊主隊（指揮官：第三艦隊司令長官高橋中将。旗艦「足柄」）[60]
  - 第十六戦隊 - 重巡洋艦：足柄
  - 第二四駆逐隊第二小隊 - 駆逐艦山風、涼風

西方攻略部隊
- 第一護衛隊（指揮官：第四水雷戦隊司令官西村祥治少将）[61][62]
  - 第四水雷戦隊 - 軽巡洋艦那珂[63]
  - 第二駆逐隊（第四水雷戦隊） - 駆逐艦村雨、夕立、春雨、五月雨
  - 第九駆逐隊（第四水雷戦隊） - 駆逐艦朝雲、夏雲、峯雲[注釈 2]
  - 第二四駆逐隊第一小隊（第四水雷戦隊）[60] - 駆逐艦海風、江風[注釈 3]
  - 哨戒艇3隻 - 第三十六号哨戒艇、第三十七号哨戒艇、第三十八号哨戒艇
  - 第三十一駆潜隊（第二根拠地部隊所属、廣瀬少将進出後は原隊復帰予定）[64]
  - 第十一掃海隊（第二根拠地部隊所属、廣瀬少将進出後は原隊復帰予定）[64]
  - 輸送船/船隊区分[65]
    - 第一分隊 - 敦賀丸、りぱぷーる丸〔聯隊長〕、日照丸、愛媛丸、朝日山丸〔海軍〕、日帝丸〔海軍〕、球磨川丸、須磨ノ浦丸〔海軍〕
    - 第二分隊 - はばな丸、漢口丸、帝龍丸〔支隊長〕、呉竹丸、金耶摩丸〔海軍〕、藤影丸〔海軍〕、辰神丸〔海軍〕、南阿丸〔海軍〕
- 第二根拠地部隊（指揮官：第二根拠地隊司令官廣瀬末人少将）〔1月24日タラカン発、26日バリクパパン進出予定〕[64]
  - 敷設艦 - 厳島、若鷹
  - 第二十一駆潜隊
- 第一航空部隊（指揮官：山陽丸艦長）[66]
  - 母艦 - 特設水上機母艦山陽丸、讃岐丸（2隻のバリクパパン到着は、夜戦終了後の26日）
  - 護衛部隊 - 第39号哨戒艇ほか

### 連合軍
- 第59駆逐隊：司令ポール・タルボット中佐
  - 駆逐艦ジョン・D・フォード（英語版）、ポープ、パロット、ポール・ジョーンズ
  - オランダ軍 - 潜水艦2

## 損害
日本軍
- 夜戦
  - 輸送船敦賀丸（6,987トン。野砲兵大隊本部、野砲1中隊、高射砲大隊本部、同第2中隊主力、衛生隊主力など）沈没（潜水艦K-18の雷撃）
  - 輸送船須磨浦丸（特設急設網艦）沈没（9名救助）[67]
  - 輸送船辰神丸（第十一航空艦隊給兵艦）沈没[68]
  - 輸送船呉竹丸（5,175トン。第三大隊本部、第十二中隊、第三機関銃中隊など）沈没
  - 輸送船朝日山丸、大破（死傷者約50-60名）[69][70]
  - 第37号哨戒艇、大破（魚雷3本命中、行方不明16、重傷5、軽傷12）[71]
  - 輸送船球磨川丸、小破[72]（船員：戦死1、重傷2、軽傷2。設営班：戦死15、重傷24、軽傷6。軍需部：重傷1）[67]
- 空襲
  - 輸送船南阿丸（大阪商船、6,757トン）[4]沈没[67]
- 日本陸軍坂口支隊、戦死47名（夜戦39、陸戦8）[45]

連合軍
- 潜水艦K-18大破。スラバヤへ撤退後、3月2日に自沈[1]。
- 駆逐艦ジョン・D・フォード小破